# Мофу, Вендри
Мухаммад Вендри Роналдо Мофу (индон. Muhammad Vendry Ronaldo Mofu или просто Vendry Mofu; 10 сентября 1989 год, Вамена, Индонезия) — индонезийский футболист, полузащитник.

## Клубная карьера
Профессиональную карьеру начинал в клубе «Персигубин Гунунг Бинтанг» из провинции Папуа, однако вскоре перебрался в «Персива Вамена» из его родного города. С 2010 года игрок клуба «Семен Паданг».

## Карьера в сборной
Вендри Мову впервые дебютировал за сборную Индонезии в матче против Северной Кореи 10 сентября 2012 года на кубке SCTV 2012. Он забил свой первый гол в товарищеском матче против сборной Бруней, который закончился со счетом 5:0 в пользу Индонезии. Второй гол забил в Индонезии на турнире Кубка Судзуки 2012 против Лаоса.

## Достижения
Семен Паданг
- Индонезийская Премьер-Лига (1): 2011/12
- Суперкубок Индонезии по футболу (1): 2013

## Личная жизнь
По национальности — биак, он носит фамилию «Мофу» по отцу. В январе 2011 года заявил, что годом ранее принял ислам, и взяв себе имя Мухаммад. 15 июля 2010 года он женился на местной девушке народа Минангкабау по имени Прима Эльфина.

## Статистика

### Клубная статистика
На 14 мая 2012 года.
| Клуб         | Сезон   | Чемпионат страны | Чемпионат страны | Кубок страны | Кубок страны | Международные матчи1 | Международные матчи1 | Прочие турниры2 | Прочие турниры2 | Всего | Всего |
| Клуб         | Сезон   | Матчи            | Голы             | Матчи        | Голы         | Матчи                | Голы                 | Матчи           | Голы            | Матчи | Голы  |
| ------------ | ------- | ---------------- | ---------------- | ------------ | ------------ | -------------------- | -------------------- | --------------- | --------------- | ----- | ----- |
| Семен Паданг | 2010-11 | 25               | 4                | 0            | 0            | 0                    | 0                    | -               | -               | 25    | 4     |
| Семен Паданг | 2011-12 | 13               | 4                | 0            | 0            | 0                    | 0                    | -               | -               | 13    | 4     |
| Total        | Total   | 38               | 8                | 0            | 0            | 0                    | 0                    | 0               | 0               | 38    | 8     |

### Международная карьера
| Международные матчи и голы | Международные матчи и голы | Международные матчи и голы                  | Международные матчи и голы | Международные матчи и голы | Международные матчи и голы                    | Международные матчи и голы |
| #                          | Дата                       | Место                                       | Соперник                   | Результат                  | Турнир                                        | Гол                        |
| -------------------------- | -------------------------- | ------------------------------------------- | -------------------------- | -------------------------- | --------------------------------------------- | -------------------------- |
| 2012                       |                            |                                             |                            |                            |                                               |                            |
| 1                          | 10 сентября                | Бунг Карно, Джакарта                        | Северная Корея             | 0-2                        | Кубок SCTV 2012                               |                            |
| 2                          | 15 сентября                | Гелора Бунг Томо, Сурабая                   | Вьетнам                    | 0-0                        | Товарищеский матч                             |                            |
| 3                          | 26 сентября                | Султан Хасаннал Болкиа, Бандар-Сери-Бегаван | Бруней                     | 5-0                        | Товарищеский матч                             | 1 (1)                      |
| 4                          | 16 октября                 | Май Дин, Ханой                              | Вьетнам                    | 0-0                        | Товарищеский матч                             |                            |
| 5                          | 25 ноября                  | Букит Джалил Стэдиум, Куала-Лумпур          | Лаос                       | 2-2                        | Кубок Судзуки 2012                            | 1 (2)                      |
| 6                          | 28 ноября                  | Букит Джалил Стэдиум, Куала-Лумпур          | Сингапур                   | 1-0                        | Кубок Судзуки 2012                            |                            |
| 7                          | 1 декабря                  | Букит Джалил Стэдиум, Куала-Лумпур          | Малайзия                   | 0-2                        | Кубок Судзуки 2012                            |                            |
| 2013                       |                            |                                             |                            |                            |                                               |                            |
| 8                          | 31 января                  | Амман Интернэшнл Стадиум, Амман             | Иордания                   | 0-5                        | Товарищеский матч                             |                            |
| 9                          | 6 февраля                  | Аль-Рашид Стадиум, Дубай                    | Ирак                       | 0-1                        | Кубок Азии по футболу 2015 (отборочный раунд) |                            |